# Clásico rosarino
Clásico rosarino (dt. Derby von Rosario) ist die spanische Bezeichnung für das Stadtderby zwischen den Fußballvereinen Rosario Central und Newell’s Old Boys aus Rosario, der nach Buenos Aires und Córdoba drittgrößten Stadt Argentiniens. Beide Vereine sind seit 1939 fast durchgängig in der höchsten Spielklasse Argentiniens vertreten.

## Geschichte
Aufgrund seiner Gründung, die bereits 1889 aus dem Eisenbahnermilieu heraus erfolgte, und seiner Lage im industriell geprägten Norden der Stadt, erwarb Rosario Central sich schnell den Ruf eines Arbeiter- bzw. „Volksvereins“, wohingegen der nach seinem Gründer Isaac Newell benannte Stadtrivale 1903 dem eher bürgerlich geprägten Studentenmilieu entsprang. Dessen Stadion „Marcelo Bielsa“ befindet sich im zentral gelegenen Parque Independencia im Stadtzentrum, das Stadion „Gigante de Arroyito“ von Central etwa 5 Kilometer Luftlinie nördlich hiervon im Barrio Lisandro de la Torre, das im Volksmund unter der Bezeichnung Arroyito bekannt ist, die entsprechend auch in den offiziellen Namen des Stadions aufgenommen wurde.
Das allererste Derby wurde am 18. Juni 1905 im Rahmen eines Spiels um die im selben Jahr gegründete Liga Rosarina de Fútbol ausgetragen und durch einen Treffer von Faustino Gónzalez mit 1:0 zu Gunsten der Newell’s Old Boys entschieden.
Das erste Derby in der Primera División fand 1939 ebenfalls an einem 18. Juni statt und endete ebenso 1:1 wie das am 12. November desselben Jahres ausgetragene Rückspiel.
Am 14. Juli 1940 erzielte Central mit einem 3:1-Auswärtserfolg seinen ersten Sieg gegen den Stadtrivalen in der höchsten Spielklasse und am 1. Dezember desselben Jahres revanchierte sich Newell’s mit einem 2:0-Auswärtserfolg und sicherte sich seinen ersten Derbysieg in der Primera División.
Ihre erste starke Phase in der landesweit ausgetragenen höchsten Spielklasse hatten beide Vereine in den frühen 1970er-Jahren. Das zwischen Oktober und Dezember 1971 ausgetragene Campeonato Nacional wurde in 2 Gruppen ausgetragen. Central gewann die Gruppe B und traf im Halbfinale auf den Stadtrivalen, der die Gruppe A auf dem zweiten Rang abgeschlossen hatte. Central setzte sich mit dem Ergebnis von 1:0 durch und gewann anschließend durch einen 2:1-Finalsieg gegen San Lorenzo erstmals die argentinische Fußballmeisterschaft. 1973 folgte ein weiterer Triumph des Club Atlético Rosario Central im Campeonato Nacional. In der ab Februar 1974 ausgetragenen Meisterschaft des Campeonato Metropolitano dominierten beide Mannschaften erneut und gewannen ihre jeweilige Gruppe und qualifizierten sich gemeinsam mit den Gruppenzweiten Huracán und Boca Juniors für die Endrundengruppe, in der jede Mannschaft einmal gegen jede andere antreten musste. Weil Central im zweiten Spiel gegen Huracán unterlag (0:1) und im anschließenden Derby gegen Newell’s eine 2:0-Führung verspielte (Endstand 2:2), gewann der Stadtrivale seinen ersten Meistertitel in der Primera División. Die Enttäuschung beim Anhang von Central über den späten Ausgleich in der 80. Minute entlud sich in einem Platzsturm kurz vor dem regulären Spielende, so dass die Begegnung abgebrochen werden musste. Zwei Tage später erklärte die Asociación del Fútbol Argentino (AFA) das Spiel offiziell für beendet und Newell’s zum Meister.
In den Spielzeiten 1986/87 und 1987/88 ergab sich noch einmal dieselbe Konstellation, dass zunächst Rosario Central die Meisterschaft gewann und am Ende des darauffolgenden Turniers die Trophäe direkt an den südlichen Nachbarn Newell’s Old Boys übergeben konnte.
In der darauffolgenden Saison 1988/89 kam es am 27. November 1988 bereits in der 23. Minute zum vorzeitigen Spielabbruch, nachdem gewalttätige Fans von Central mit Steinen und Schlagstöcken Anhänger der gegnerischen Mannschaft auf der Tribüne angegriffen hatten. Anschließend wurde das Spiel mit 0:1 gegen beide Vereine gewertet.
Zu bösartigen Ausschreitungen unmittelbar im Anschluss an ein Derby kam es im Rahmen der Qualifikation zur Teilnahme an der Copa Sudamericana 2005. Nachdem das Hinspiel in Newell’s Estadio Marcelo Bielsa torlos geendet hatte, gewann Central das Rückspiel im heimischen Estadio Gigante de Arroyito mit 1:0 und qualifizierte sich für die Teilnahme, während Newell’s das Nachsehen hatte. Ein gewalttätiger Teil von dessen Fanbasis verkraftete das Ausscheiden nur schlecht und lieferte sich noch im Stadion gewalttätige Auseinandersetzungen mit der Polizei. Beim Verlassen des Stadions auf dem Weg Richtung Innenstadt beschädigte die wütende Horde 35 Polizeiautos und zahlreiche Privatfahrzeuge, die im Stau standen und vergeblich versuchten, dem gewalttätigen Mob zu entkommen. Auch viele Schaufenster sowie Fenster und Türen von Privathäusern fielen der Zerstörungswut der gewalttätigen Gästefans zum Opfer.

## Schurken gegen Leprakranke
In den 1920er-Jahren wollte ein Damenkomitee des Carrasco-Krankenhauses ein Benefizspiel zu Gunsten von Leprakranken organisieren und fragte bei beiden Vereinen an. Während die Newell’s Old Boys sofort ihre Zusage erteilten, lehnte Rosario Central ab. Daraufhin bezeichneten die Fans der Old Boys die Centralistas als „canallas“ (Schurken), woraufhin diese den Nachbarverein als „Leprosos“ (Leprakranke) verspotteten.

## Rekordergebnisse
Die höchsten Ergebnisse resultieren noch aus den Anfangsjahren vor Einführung des Profifußballs. So erzielte Central seinen höchsten Derbysieg mit 9:0 am 9. September 1917, nachdem die Old Boys ihren höchsten Derbysieg mit 7:0 bereits am 28. Juli 1912 erzielt hatten. Das torreichste Spiel fand bereits am 2. August 1908 statt und endete mit einem 9:3-Sieg der Centralistas.

## Spieler beider Mannschaften
Wie groß die Rivalität zwischen beiden Mannschaften ist, lässt sich unter anderen daran erkennen, dass es bisher erst 18 Spieler gab, die für beide Vereine aktiv waren. Der Letzte von ihnen war Rodrigo Salinas, der allerdings für beide Vereine nur auf Leihbasis tätig war und bei beiden nie unter Vertrag stand. In der Saison 2011/12 spielte der in La Plata geborene Salinas auf Leihbasis von Godoy Cruz für Central und 2019 auf Leihbasis von Vélez Sarsfield für die Newell’s Old Boys. Vor Salinas war es zuletzt der in Rosario geborene Torhüter Juan Carlos Delménico, der bei Newell’s ausgebildet wurde und dort 1971 seinen ersten Profivertrag erhielt, bevor er 1984 von Central verpflichtet wurde. Der berühmteste Spieler, der bei beiden Vereinen unter Vertrag stand, ist der gebürtige Rosarino Daniel Killer. Killer begann seine Laufbahn 1970 bei Central und stand dort bis 1976 unter Vertrag. Von 1979 bis 1981 spielte er für die Newell’s Old Boys. Dazwischen gehörte er zum Aufgebot der argentinischen Nationalmannschaft, die die im eigenen Land ausgetragene Fußball-Weltmeisterschaft 1978 gewann.

## Derbybilanz
Die folgende Übersicht beinhaltet alle Pflichtspielderbys bis zum 30. September 2023 und weist separat die Bilanz aller bisherigen Derbys in der Primera División aus. Das Torverhältnis der Punktspielderbys in der Primera División basiert auf den Ergebnissen in der Datenbank der Rec.Sport.Soccer Statistics Foundation (Stand: Jahresende 2021) sowie der hinzu addierten Begegnungen der Jahre 2022 und 2023.
| Stand: 22. Dezember 2023 | CARC | – | NOB |

| Wettbewerb       | Spiele | Siege | Remis | Siege | Tore      |
| ---------------- | ------ | ----- | ----- | ----- | --------- |
| Primera División | 175    | 53    | 79    | 43    | 209 : 183 |
| Gesamtbilanz     | 276    | 94    | 103   | 77    |           |